# Schizolaena laurina
Schizolaena laurina là một loài thực vật có hoa trong họ Sarcolaenaceae. Loài này được Baill. miêu tả khoa học đầu tiên năm 1886.